# Lent, Jura
Lent là một xã trong vùng hành chính Franche-Comté, thuộc tỉnh Jura, quận Lons-le-Saunier, tổng Champagnole. Tọa độ địa lý của xã là 46° 44' vĩ độ bắc, 05° 58' kinh độ đông. Lent nằm trên độ cao trung bình là 740 mét trên mực nước biển, có điểm thấp nhất là 625 mét và điểm cao nhất là 808 mét. Xã có diện tích 4.11 km², dân số vào thời điểm 1999 là 137 người; mật độ dân số là 33 người/km².

## Thông tin nhân khẩu
| 1962 | 1968 | 1975 | 1982 | 1990 | 1999 |
| ---- | ---- | ---- | ---- | ---- | ---- |
| 56   | 77   | 89   | 137  | 149  | 137  |